# 김득추 (1562년)
김득추(1562∼1660)는 조선 후기의 무신이다. 의성 김씨.

## 생애
1592년(선조 25) 임진왜란 때 의병을 일으켜 영양(永陽), 창암(倉巖), 노항(魯巷)드에서 적과 싸워 공을 세웠다. 이후 훈련주부(訓鍊主簿)에 임명되었다.
1593년 무과 초시에 합격, 1595년 훈련판관에 제수, 원종이등공신(原從二等功臣)이 되었다. 1650년(효종 1)에 용양위부사직(龍驤衛副司直)에 오르고, 다음해 가선대부(嘉善大夫)가 되었다.
저서로는 구재실기가 있다.